# 11956 Тамаракейт
11956 Тамаракейт (англ. 11956 Tamarakate) — астероїд головного поясу, відкритий 8 лютого 1994 року.
Тіссеранів параметр щодо Юпітера — 3,576.